# Те-Вілледж (Оклахома)
Те-Вілледж (англ. The Village) — місто (англ. city) в США, в окрузі Оклахома штату Оклахома. Населення — 9538 осіб (2020).

## Географія
Те-Вілледж розташований за координатами 35°34′13″ пн. ш. 97°33′27″ зх. д. / 35.57028° пн. ш. 97.55750° зх. д. (35.570276, -97.557499).  За даними Бюро перепису населення США в 2010 році місто мало площу 6,62 км², з яких 6,60 км² — суходіл та 0,02 км² — водойми.

## Демографія
Згідно з переписом 2010 року, у місті мешкало 8929 осіб у 4366 домогосподарствах у складі 2229 родин. Густота населення становила 1349 осіб/км².  Було 4661 помешкання (704/км²).
Расовий склад населення:
| - 79,5 % — білих - 8,4 % — чорних або афроамериканців - 3,1 % — корінних американців - 1,8 % — азіатів - 0,1 % — вихідців з тихоокеанських островів - 2,2 % — осіб інших рас |

До двох чи більше рас належало 4,9 %. Частка іспаномовних становила 6,1 % від усіх жителів.
За віковим діапазоном населення розподілялося таким чином: 18,8 % — особи молодші 18 років, 65,9 % — особи у віці 18—64 років, 15,3 % — особи у віці 65 років та старші. Медіана віку мешканця становила 34,9 року. На 100 осіб жіночої статі у місті припадало 88,3 чоловіків;  на 100 жінок у віці від 18 років та старших — 84,7 чоловіків також старших 18 років.
Середній дохід на одне домашнє господарство  становив 66 865 доларів США (медіана — 51 189), а середній дохід на одну сім'ю — 75 059 доларів (медіана — 69 383). Медіана доходів становила 47 266 доларів для чоловіків та 37 015 доларів для жінок. За межею бідності перебувало 8,9 % осіб, у тому числі 10,4 % дітей у віці до 18 років та 8,7 % осіб у віці 65 років та старших.
Цивільне працевлаштоване населення становило 4991 осіб. Основні галузі зайнятості: освіта, охорона здоров'я та соціальна допомога — 14,2 %, науковці, спеціалісти, менеджери — 13,7 %, роздрібна торгівля — 12,8 %.